# Турпија
Турпија (тур. törpü) — ручни алат који се састоји од челичне шипке чија је површина избраздана оштрим зупцима. Користи се да углача или пресече материјал стругањем, а обично је постављена на дршку.

## Подела
Турпије се израђују, у зависности од области примене, од стандардних до веома тврдих челика. Турпија се састоји од челичне шипке и дршке која се израђује најчешће од дрвета али може бити израђена и од пластичних материјала.
Турпије се могу поделити на више начина. Основна подела турпија је према намени:
- турпије за обраду дрвета
- турпије за обраду метала

Турпије се даље могу поделити на основу попречног пресека радне површине, који може бити спљоштен, округао, полукружан, квадратни, правоугаони, елиптични или троугласт. Турпије се деле још и на ручне и машинске.